# Avellinia michelii
Avellinia michelii é uma espécie de planta com flor pertencente à família Poaceae. 
A autoridade científica da espécie é (Savi) Parl., tendo sido publicada em Plantae Novae vel Minus Notae...59. 1842.

## Portugal
Trata-se de uma espécie presente no território português, nomeadamente em Portugal Continental.
Em termos de naturalidade é nativa da região atrás indicada.

## Protecção
Não se encontra protegida por legislação portuguesa ou da Comunidade Europeia.